# Gérard Burel
Gérard Burel (* 2. Februar 1935 in La Coulonche, Département Orne; † 27. Januar 2012 in La Ferté-Macé, Département Orne) war ein französischer Politiker.
Burel, der hauptberuflich in Flers als Tierarzt tätig war, zog 1965 in den Gemeinderat von Messei im Département Orne ein. Fünf Jahre später wurde er in den Generalrat gewählt. Von 1978 bis 2001 war er Bürgermeister Messeis. 1993 wurde Burel zum Präsidenten des Generalrats gewählt. Er hatte dieses Amt bis 2007 inne, als er zurücktrat und von Alain Lambert abgelöst wurde. Im selben Jahr wurde er Mitglied des Conseil économique, social et environnemental für die Region Basse-Normandie. Burel war Ritter der Ehrenlegion.